# Iowa Township (Jackson County, Iowa)
Die Iowa Township ist eine von 18 Townships im Jackson County im Osten des US-amerikanischen Bundesstaates Iowa. Das U.S. Census Bureau hat bei der Volkszählung 2020 eine Einwohnerzahl von 672 ermittelt.

## Geografie
Die Iowa Township liegt im Osten von Iowa am westlichen Ufer des Mississippi, der die Grenze zu Illinois bildet. Die Grenze zu Wisconsin befindet sich rund 60 km nördlich.
Die Iowa Township liegt auf 42°06′24″ nördlicher Breite und 90°15′31″ westlicher Länge und erstreckt sich über 119,6 km², die sich auf 113,4 km² Land- und 6,2 km² Wasserfläche verteilen.
Die Iowa Township liegt im Osten des Jackson County und grenzt im Süden an das Clinton County. Im Nordosten bildet der Mississippi die Grenze zum Jo Daviess und zum Carroll County in Illinois. Innerhalb des Jackson County grenzt die Iowa Township im Südosten an die Union Township, im Westen an die Van Buren Township und im Nordwesten an die Washington Township.
Der äußerste Norden der Township ragt in das Upper Mississippi River National Wildlife and Fish Refuge hinein, ein am oberen Mississippi gelegenes großes Schutzgebiet, das sich über die Staaten Iowa, Illinois, Wisconsin und Minnesota erstreckt.

## Verkehr
Entlang des Mississippi führt durch die Iowa Township der hier den Iowa-Abschnitt der Great River Road bildende U.S. Highway 52. Durch den Süden verläuft in West-Ost-Richtung der Iowa Highway 64. Alle anderen Straßen sind entweder County Roads oder weiter untergeordnete und zum Teil unbefestigte Fahrwege.
Durch die Iowa Township führt eine entlang des Mississippi verlaufende Eisenbahnlinie der Canadian National Railway.
Die nächstgelegenen Flugplätze sind der bei Savanna in Illinois rund 20 km östlich gelegene Tri-Township Airport und der rund 35 km südlich gelegene Clinton Municipal Airport. Der nächstgelegene größere Flughafen ist der Quad City International Airport (rund 90 km südlich).

## Bevölkerung
Bei der Volkszählung im Jahr 2010 hatte die Township 772 Einwohner. Neben Streubesiedlung existieren in der Iowa Township folgende Siedlungen:
City
- Miles1

Unincorporated Communities
- Sterling
- Twin Springs

1 – teilweise in der Van Buren Township